# 1983 (série télévisée)
Pour les articles homonymes, voir 1983 (homonymie).
 (juin 2019).
Si vous disposez d'ouvrages ou d'articles de référence ou si vous connaissez des sites web de qualité traitant du thème abordé ici, merci de compléter l'article en donnant les références utiles à sa vérifiabilité et en les liant à la section « Notes et références ».
1983 est une série télévisée polonaise en huit épisodes d'environ 55 minutes créée et écrite par Joshua Long, sur une idée originale de Long et Maciej Musiał et mise en ligne le 30 novembre 2018 sur Netflix, incluant les pays francophones. Il s'agit de la première série originale polonaise de Netflix.
La série est définie dans un scénario alternatif dans lequel la chute du communisme polonais n'a jamais eu lieu et où le rideau de fer,est toujours en place.

## Synopsis
La chute du communisme polonais n'a jamais eu lieu et le rideau de fer est toujours en place.

## Distribution
Acteurs principaux
- Maciej Musiał (VF : Gabriel Bismuth-Bienaimé) : Kajetan Skowron[2]
- Robert Więckiewicz (VF : Emmanuel Gradi) : Anatol Janów
- Michalina Olszańska (VF : Marie Tirmont) : Ofelia Ibrom
- Zofia Wichłacz : Karolina Lis
- Andrzej Chyra (VF : Bernard Bollet) : Władysław Lis

Acteurs récurrents
- Ewa Błaszczyk (pl) : Maria Gierowska[2]
- Edyta Olszówka (pl) (VF : Ariane Deviègue) : Julia Stępińska
- Agnieszka Żulewska : Maja Skowron
- Wojciech Kalarus (pl) : Mikołaj Trojan, Ministre de la Sécurité Intérieure (à partir de l'épisode 2)
- Mirosław Zbrojewicz (pl) : Général Kazimierz Świętobór, Chef d'Etat-Major des Armées
- Patrycja Volny : Dana Rolbiecki
- Vu Le Hong : Bao Chu ("Oncle")
- Clive Russell : William Keatin
- Piotr Polak (VF : Pierre Tessier) : Joshua
- Bartosz Bielenia : Benjamin Kras (4 épisodes)

 Source et légende : version française (VF) sur RS Doublage

## Fiche technique
- Scénario : Joshua Long
- Réalisation : Agnieszka Holland, Katarzyna Adamik, Olga Chajdas, Agnieszka Smoczyńska
- Musique : Antoni Lazarkiewicz, Marcin Masecki
- Production : House Media Company, The Kennedy/Marshall Company
- Lieux de tournage : Varsovie, Château de Książ, Wrocław, Lublin, Gołków

## Production
Le 6 mars 2018, Netflix a annoncé que la série était en production et consistait en huit épisodes. Le 2 octobre 2018, le premier teaser trailer a été publié. La série devrait être présentée en première mondiale le 30 novembre.

Une deuxième saison est envisagée.

## Épisodes
1. L'Implication (Entanglement - Uwikłanie)
2. Refoulement (Rollback)
3. L'Alignement (Alignment - Układ)
4. Le Retour de bâton (Blowback - Reperkusje)
5. Le Sanctuaire (Sanctuary - Sanktuarium)
6. La Subversion (Subversion - Zdrada)
7. L'Alerte (Mayday)
8. Le Requiem (Requiem)